# Mio, Michigan
Pentru alte utilizări ale numelui, vedeți Mio (dezambiguizare).

Mio este o localitate neîncorporată și sediul comitatului Oscoda, statul Michigan, Statele Unite ale Americii.
1. ↑  Recensământul Statelor Unite ale Americii din 2010, accesat în 9 iulie 2020